# رائد وهران
رائد شباب غرب وهران أو ما يسمى رائد وهران هو نادي كرة قدم جزائري مقرّه في وهران، تأسس عام 1947 في حي البدر بوهران تحت اسم نادي راسينغ سيتي بيتي، ويعد الفريق واحد من أعرق المدارس الكروية الجزائرية. و قد سبق للنادي و أن لعب في دوري الدرجة الأولى في السبعينات.

## الألقاب والإنجازات
- البطولة الجزائرية للقسم الثاني

البطل (1 مرة) : 1976

## لاعبون سابقون
- يوسف بلايلي
- سيد أحمد بلقدروسي
- بغداد بونجاح
- قويدر بوكساسة
- سفيان داود

## وصلات خارجية
- بطاقة رائد وهران - موقع رابطة وهران لكرة القدم

لم يتم العثور على روابط لمواقع التواصل الاجتماعي.